# Joel Miller
Joel Miller es un personaje ficticio y protagonista principal del videojuego de horror de supervivencia The Last of Us y secundario en su secuela The Last of Us Parte II. Es interpretado por Troy Baker a través de la captura de movimiento. En el primer juego, Joel tiene la tarea de escoltar a la joven Ellie a través de un Estados Unidos post-apocalíptico en un intento de crear una cura potencial para una infección contra la cual Ellie es inmune. Él es el personaje jugable principal del primer juego, aparece brevemente en la campaña de contenido descargable The Last of Us: Left Behind.
Joel fue creado por Neil Druckmann, el director creativo y escritor de The Last of Us. El reparto del personaje fue extenso, ya que su relación con Ellie era imprescindible para el juego; fue el foco central del desarrollo del primer juego, con todos los demás elementos desarrollados a su alrededor. Baker inspiró aspectos de la personalidad de Joel, haciendo al personaje más emocional de lo que inicialmente lanzó. Druckmann quería que los jugadores, especialmente los padres, se relacionaran con Joel a través de su vínculo con Ellie. Consideraba el carácter moralmente complejo. Para la Parte II, Druckmann sintió que el arco del personaje de Joel estaba completo después del original, y su muerte fue una parte central del desarrollo del juego.
El personaje ha sido bien recibido por los críticos y la relación de Joel con Ellie es frecuentemente elogiada. También se ha recomendado la simpatía y la complejidad del personaje. El desempeño de Baker en ambos juegos fue muy elogiado y recibió numerosos premios y nominaciones.
Además, The Last of Us cuenta con una serie de acción en vivo producida por HBO para su servicio de streaming, HBO Max, donde Pedro Pascal interpreta a Joel.

## Historia
Originario de Texas, Joel era un padre soltero cuando ocurrió el brote inicial de Cordyceps. Al huir con su hermano Tommy y su hija Sarah de doce años, se vieron envueltos en un tiroteo con un soldado y Sarah resultó con una herida fatal y murió en sus brazos, dejándolo traumatizado. Joel hizo lo que tenía que hacer para sobrevivir. En el tiempo que pasó en el brutal mundo post-apocalíptico, aún amargado por la muerte de su hija, Joel se convirtió en un sobreviviente endurecido, física y mentalmente duro. Tiene un estilo de lucha brutal y es capaz de enfrentarse y derrotar a hombres mucho más jóvenes en el combate cuerpo a cuerpo.
Tiempo después de la muerte de Sarah, Joel trabajó como contrabandista en Boston, zona de cuarentena con su amiga y compañera Tess. Mientras busca a un antiguo cómplice que robó parte de su mercancía, Marlene, una conocida y líder de una milicia rebelde llamada Las Luciérnagas, se encarga de Joel y Tess para llevar de contrabando a Ellie a un punto de encuentro. Al llegar allí, Joel descubre que Ellie es inmune a la infección. A su llegada, Tess revela que ha sufrido un mordisco en el viaje e insiste en que Joel encuentre a Tommy, un ex Luciérnaga, para continuar la misión. Inicialmente, Joel es hosco y corto con Ellie, aunque comienza a acercarse a ella a medida que su viaje continúa. Esto se complica cuando Joel, que inicialmente le había pedido a Tommy que continuara en su lugar después de reunirse con él en su asentamiento, cambia de opinión y continúa según lo planeado. Su vínculo se profundiza cuando Ellie casi pierde a Joel por una lesión grave, y cuando él viene en su ayuda después de que una banda de caníbales casi la mata. En última instancia, Joel muestra su devoción por Ellie cuando elige rescatarla de los médicos que planean extraer y examinar su cerebro en lugar de permitirle morir. Para asegurarse de que no los persigan, Joel mata a Marlene. Alejándose, Ellie se despierta y Joel le dice que los médicos se dieron por vencidos al descubrir una cura. Más tarde, Ellie lo confronta por los acontecimientos, y Joel le jura que le estaba diciendo la verdad.
En el prólogo de The Last of Us Parte II, Joel confiesa su culpa a su hermano Tommy. Los flashbacks en el juego revelan que Joel llevó a Ellie a un viaje de cumpleaños a un museo y finalmente le confesó la verdad cuando viaja al hospital. Cuatro años después del primer juego, Joel y Ellie han construido una vida en Jackson, aunque su relación es tensa. Mientras patrullaban, Joel y Tommy salvan a Abby, una extraña, y escapan de una gran horda, regresando a un puesto avanzado dirigido por el grupo de Abby. Joel y Tommy son atacados por el grupo de Abby, que se revela que son ex luciérnagas que ahora forman parte de Los Lobos, un grupo de milicias con sede en Seattle. Abby era la hija de Jerry Anderson, uno de los doctores de las luciérnagas que fue asesinado por Joel para salvar a Ellie en el anterior juego. Ellie los encuentra pero es asaltada y mira impotente mientras Abby golpea a Joel hasta la muerte con un palo de golf, cumpliendo así su venganza.

## Recepción
Los críticos han hecho numerosas comparaciones entre Ellie y Joel, alabando su relación. Matt Helgeson de Game Informer escribió que la relación era "doloroso" y "bien dibujado", Richard Mitchell encontró 'auténtica' y emocional, y de IGN Colin Moriarty lo identificaron como un punto culminante de la juego. Eurogamer Oli Welsh sintieron los personajes se desarrollaron con 'verdadera paciencia y habilidad. Philip Kollar de Polygon descubrió que la relación era asistida por las conversaciones opcionales del juego. Wallace of Game Informer nombró a Joel y Ellie uno de los "mejores dúos de juegos de 2013", apreciando su interés en protegerse mutuamente. Kyle Hilliard, de Game Informer, comparó la relación de Joel y Ellie con la del Príncipe y Elika de Prince of Persia (2008), escribiendo que ambos dúos se preocupan mucho el uno por el otro y alabando el "crescendo emocional" en The Last of Us, que él juzgó que no se habían logrado en Prince of Persia. PlayStation Revista Oficial David Meikleham llamado Joel y Ellie los mejores personajes de un juego de PlayStation 3 Gamezone describió a Joel como un "Padre triste" Estas comparaciones entre Joel y Ellie continuaron en la secuela. Según Polygon, "Ellie adopta el papel de antihéroe, al igual que Joel, y Naughty Dog hace que su protagonista sea tan violenta y egoísta como las legiones de protagonistas de videojuegos canosos que la precedieron. Hay algo que se siente mal acerca de ese intercambio directo aquí.